# Серёгин, Георгий Андреевич
Георгий Андреевич Серёгин (1912—1970) — советский инженер-конструктор. Лауреат Сталинской премии второй степени.

## Основные биографические сведения
- Родился в 1912 году.
- Работал в танковом конструкторском бюро Кировского завода под руководством Ж. Я. Котина. Занимался научно-исследовательскими и опытно-конструкторскими работами по созданию ходовой части советских танков (в частности, индивидуальных торсионных подвесок[1][2]).
- Принимал участие в создании тяжёлых танков КВ-1[3], КВ-2, КВ-85, Т-10[4], легкого плавающего танка ПТ-76[5] и колёсных тракторов К-700, К-700А и К-701.
- Скончался в 1970 году.

## Награды и премии
- Сталинская премия второй степени (1943)[6]  — за коренное усовершенствование технологии производства сложных профилей проката, обеспечившее увеличение выпуска военной продукции
- Бронзовая медаль ВДНХ (1966) — за успехи в народном хозяйстве СССР[7].
- орден Отечественной войны I степени
- два ордена «Знак Почёта».
- медаль «За оборону Ленинграда»
- медаль «В память 250-летия Ленинграда».